# Jean-Pierre Richard
Jean-Pierre Richard (Marsella, 15 de julio de 1922 – París, 15 de marzo de 2019) fue un escritor y crítico literario francés.
Fue un exponente de la Nouvelle critique francesa y un importante representante de la crítica “temática” inaugurada por Gaston Bachelard y Georges Poulet.

## Biografía
Jean-Pierre Richard ingresó en 1941 en la École normale supérieure, en ese momento una escuela de la Universidad de París, donde se graduó con una agrégation de lettres en 1945, y obtuvo su doctorado (doctorat en lettres) en 1962.  
Enseñó literatura en Escocia de 1946 a 1948, en Londres de 1949 a 1958 y en el Instituto Francés de Madrid (Institut français de Madrid), durante 9 años, ocupando la cátedra de literatura en la década de 1960. Jean-Pierre Richard enseñó en la Universidad de Vincennes de 1969 a 1977 y luego en la Universidad de París IV París Sorbonne de 1978 a 1984.
Se decía de sí mismo ser "un marginal, considerado un aficionado" dentro de la universidad. Pero este amateurismo no le impedirá trazar con coherencia su propio camino. No se contentará con respetar los cánones del academicismo sino que se abrirá a campos contemporáneos muchas veces descuidados por las universidades.
Componente de la Nouvelle critique, cercano a la escuela de crítica literaria de Ginebra, la denominada Escuela de Ginebra (con críticos como Georges Poulet, Marcel Raymond, Albert Béguin, Jean Rousset o Jean Starobinski, fallecido unos días antes que él), reconocía su deuda con Gaston Bachelard al elaborar una crítica temática sutil, basada en el concepto de paisaje interior con ideas relacionadas con el sueño y la psicología del escritor, que consideraba la búsqueda continua de la felicidad no sólo narrativa y figurativamente.
Desde la publicación de Literatura y sensación (Littérature et Sensation, 1954), que atrajo la atención de la crítica, Richard ha buscado continuamente explorar, en las obras de los escritores de los siglos XIX y XX, los vínculos entre sus escritos y su experiencia íntima del mundo. En su primer libro, donde estudió a Stendhal, Flaubert, Fromentin y los hermanos Goncourt, analizó las percepciones y sensaciones del mundo material de estos autores, sacando a la luz la importancia del universo material y lo que contribuyó a su creación.
En Poesía y profundidad (Poésie et Profondeur), refinó su método crítico buscando el 'primer momento de la creación literaria', ese instante en el que desde un mismo proyecto literario se construyen el hombre, el escritor y su obra. Dedicó un capítulo a Paul Verlaine, titulado Fadeur de Verlaine donde evoca la forma en que el poeta debilita las sensaciones y conserva sólo huellas, impresiones, hasta poner entre paréntesis lo real.
Publicado en 1962, su Univers imaginaire de Mallarmé sigue siendo uno de los estudios más importantes de ese poeta,   indagando en su universo, evocando la parte del ensueño que suscita la creación literaria.
Otra obra importante la centró en Marcel Proust, Proust et le Monde sensible (1974) destacando los campos esenciales de la investidura emocional y el deseo que pasa por su materia (o euforia de la consistencia), sentido (u objeto hermenéutico) y forma.
Inspirándose en las teorías de Gaston Bachelard y en las obras de Georges Poulet, también practicó una crítica sutil y refinada, influenciado por la psicología y por las ideas de la ensoñación y la búsqueda instintiva de la felicidad.
En 2015 fue galardonado por el Premio de la Crítica de la Académie Française por el conjunto de su obra.

## Obras principales
- Littérature et Sensation (Seuil, 1954).
- Poésie et profondeur (Seuil, 1955) sobre Arthur Rimbaud, Baudelaire, Gérard de Nerval y Paul Verlaine.
- L'Univers imaginaire de Mallarmé (Seuil, 1962).
- Onze études sur la poésie moderne (Seuil, 1964) sobre Pierre Reverdy, Saint-John Perse, René Char, Paul Éluard, Georges Schehadé, Francis Ponge, Eugène Guillevic, Yves Bonnefoy, André du Bouchet, Philippe Jaccottet y Jacques Dupin.
- Paysage de Chateaubriand (Seuil, 1967)
- Proust et le monde sensible (Seuil, 1974).
- Microlectures I y II (Seuil, 1979 y 1984).
- Quatre lectures (Fayard, 2002).
- Roland Barthes, dernier paysage (Verdier, 2006).
- Chemins de Michon Paris (Verdier poche, 2008).